# اوفنباخ-هوندهایم
اوفنباخ-هوندهایم (به آلمانی: Offenbach-Hundheim) یک شهر در آلمان است که در Lauterecken-Wolfstein واقع شده‌است. اوفنباخ-هوندهایم ۱٬۲۶۱ نفر جمعیت دارد.